# TV Azteca Guate
TV Azteca Guate es un canal de televisión abierta guatemalteco de origen mexicano, propiedad del conglomerado TV Azteca. Transmite dos frecuencias analógicas en la Ciudad de Guatemala, en el canal 31 UHF, como estación principal, bajo el nombre de TV Azteca Guate y en el canal 35 UHF, con el nombre de A Más Guate. Tiene un alcance de 92% de cobertura a nivel nacional. Cuenta con una locación, en Europlaza en la Zona 14 de la Ciudad de Guatemala, funcionando como oficina central, central de operaciones y foros de televisión. Por su lado, A Más Guate (anteriormente Azteca 35 y a+ Guate) transmite series de entretenimiento, telenovelas y películas.

## Historia
TV Azteca Guatemala inició operaciones en abril de 2008, tras una expansión de Grupo Salinas en Guatemala, luego de adquirir el 70% de las acciones de Latitud Televisión. De esta manera, creó una empresa conjunta con la familia Botrán (dueña de Industrias Licoreras de Guatemala) para usar los canales 31 y 35 de la banda UHF de Ciudad de Guatemala.
El canal ha cambiado su nombre en varias ocasiones: empleó los nombres TVA Guatemala, TV Azteca Guatemala, Azteca 31, Azteca Guatemala y recientemente, TV Azteca Guate.
El 6 de septiembre de 2013, los estudios de TV Azteca Guatemala sufrieron un incendio dentro de sus instalaciones, mismo que redujo a cenizas los foros en dónde estaban los escenarios de grabación. Los informes preliminares indicaron que el incidente se inició en un foro de la emisora, cuyos materiales de rápida combustión, propagaron las llamas. Las causas que originaron el fuego, no fueron reveladas. Debido a este hecho, se optó por reducir gastos y se empezó a usar pantallas croma en la mayoría de sus programas.
Durante junio y julio de 2018, TV Azteca Guate transmitió por primera vez los 64 partidos la Copa Mundial de Fútbol en Rusia, alcanzado un índice de audiencia de 31.5 puntos, arriba de otros canales nacionales. 
En 2019 lanzaron una nueva programación, además de añadir a su oferta la cobertura de las elecciones presidenciales desde 2007 a la fecha. Además, obtuvo los derechos para transmitir en vivo el partido de fútbol amistoso entre las selecciones de Guatemala y El Salvador el 6 de marzo del mismo año, luego de que, en julio de 2018, la Fedefut anulara el contrato que tiene con el grupo Albavisión de transmitir los juegos de la selección guatemalteca por televisión abierta. Esta decisión fue tomada por el hecho de que Albavisión posee el monopolio del negocio de la radiodifusión en Guatemala, por medio de su subsidiaria Radio y Televisión de Guatemala.
En marzo de 2021, firmaron una alianza por segunda vez con Tigo Sports de Guatemala para la transmisión en señal abierta de eventos deportivos organizados por la FIFA, como la Copa Mundial de Fútbol sala de 2021, la Copa Mundial de Fútbol playa de 2021 y en noviembre y diciembre de 2022 los 64 partidos de la Copa Mundial de Fútbol en Catar.
El 17 de agosto de 2023, TV Azteca Guate y A Más Guate comenzaron a emitir en alta definición, siendo los primeros canales en señal abierta en hacerlo de forma nativa.

## Expansión
TV Azteca Guate continuó su expansión masiva a partir de mayo de 2022, posicionándose en el canal 8 de las empresas de cable de mayor alcance en Guatemala, con el objetivo de llegar a más hogares en el país. En las primeras siete semanas de 2024, se reportó un crecimiento en audiencia de hasta 47.8%. Durante la primera semana de julio de 2024, alcanzó una audiencia de 5,3 millones de personas, destacándose como el canal de mayor crecimiento y rating en el país hasta ahora.

## Programación
La programación de TV Azteca Guate se basa en producir contenido local de interés juvenil, adulto, programación deportiva, política y noticieros, así como transmisión de series, realities, películas y transmisiones de programas mexicanos. Además, programas especiales de premios nacionales e internacionales y de belleza. 

### Programación local
- Azteca Opinión
- Café AM
- Ciudadano Libre
- En Contraste
- Hechos AM
- Hechos Meridiano
- Hechos de la Tarde
- Hechos Guatemala
- Hechos Fin de Semana
- Kilómetro Cero
- Médico de Cabecera
- Qué Chilero! Fin de Semana
- Susana 360°
- Una Noche con Melanie

### Programación de TV Azteca
- Acércate a Rocío
- Al Extremo
- Lo que callamos las mujeres
- Mujeres rompiendo el silencio
- Un día para vivir
- MasterChef Celebrity México
- Survivor México

### Programas importados ajenos a TV Azteca Guate
- Casa de Dios

### Transmisiones deportivas
- Copa Mundial de la FIFA (2018–2022)
- Copa Mundial de Clubes (2025)
- Copa Mundial de Fútbol Sala (2021)
- Copa Mundial de Fútbol Playa (2021)
- Liga Profesional Saudí (transmisiones con el equipo de Al-Nassr Football Club 2022–2023)
- Bundesliga (2022–2023)
- Champions League (2008–2011 y 2015–2018)
- Lamar Hunt US CUP (2023)
- Copa América (2024)
- Kings League (retransmisión mediante «El Curubito» –2023)
- Liga Nacional (Partidos de Mictlán y Deportivo Mixco en condición de local)[7][8]

## Eslóganes

#### Como Latitud Televisión
- 2006-2008: Latitud, tu televisión

#### Como TV Azteca enGuatemala
- Abril-Agosto 2008: TV Azteca Guatemala: Señal con valor
- 2008-2009: Abre tu mundo
- 2009-2011: TV Azteca Guatemala: Vive la tele
- 2011-2013: Azteca Guatemala: Siempre cerca de ti
- 2013-2018/2020-2023: Cerca de ti
- 2015-2019: La casa del Fut
- Dic. 2017-Jul. 2018: El canal del mundial (con motivo de la Copa Mundial de Fútbol de 2018)
- 2018: Hechos de ti
- 2019: #GuateEsAzteca y #LaSeleporAztecaGuate (con motivo de los partidos de la selección de fútbol de Guatemala)
- Abril 2022: Ahora estamos... Más cerca de ti
- Nov.-Dic. 2022: El canal del mundial (con motivo de la Copa Mundial de Fútbol de 2022)
- 2023: 15 años de ser... El mejor canal
- 2023-presente: El mejor canal

## A Más Guate
A Más Guate es un canal de televisión abierta guatemalteco de origen mexicano propiedad de TV Azteca y operado por TV Azteca Guatemala, transmite el canal 35 de la banda UHF en Ciudad de Guatemala.
Funcionó de 2006 a 2008 como una señal de Latitud Televisión, hasta marzo de 2008, cuando el Grupo Salinas adquirió el 70% de Latitud Televisión. Fue más conocido como Azteca 35, transmitía únicamente en Ciudad de Guatemala por señal abierta y se limitaba mayormente a retransmitir programación de su estación principal en horario diferido. En octubre de 2020 el canal tuvo un rebranding cambiando su nombre a A Más Guate, adoptando la imagen de A Más de México. Desde entonces ha sido llevado a la mayoría cableoperadores.
A Más Guate en la actualidad no genera programación propia, transmite telenovelas producidas por TV Azteca, telenovelas extranjeras, algunos programas de Azteca Uno como Venga la alegría y Ventaneando, películas clásicas, videos musicales, series infantiles y eventualmente programas en vivo o eventos deportivos.